# Ailleux
Ailleux – miejscowość i gmina we Francji, w regionie Owernia-Rodan-Alpy, w departamencie Loara.
Według danych na rok 1990 gminę zamieszkiwały 134 osoby, a gęstość zaludnienia wynosiła 14 osób/km² (wśród 2880 gmin regionu Rodan-Alpy Ailleux plasuje się na 1487. miejscu pod względem liczby ludności, natomiast pod względem powierzchni na miejscu 1153.).